# 牻牛儿苗目
牻牛儿苗目（学名：Geraniales；牻，注音ㄇㄤˊ，羅馬拼音máng）是双子叶植物下的一个小目，其中最大的科是牻牛儿苗科，大约有800多种。但是也有的科只有不到40种。绝大部分牻牛儿苗目的植物是草本，但是也有少数品种是灌木和小乔木。
牻牛儿苗目植物的经济价值不高，有些品种可以提炼芳香油或作为草药，有些品种为观赏花卉。

## 分类
根据APG 分类法，牻牛儿苗目曾经分为下列各科：
- 花茎草科
- 牻牛儿苗科 + 高柱花科
- 鞘叶树科
- 杜香果科
- 蜜花科
- 曲胚科

在2016年发表的APG IV 分类法中，本目只有以下两科：
- 牻牛儿苗科 Geraniaceae （包含曾经的高柱花科 Hypseocharitaceae）
- 花茎草科 Francoaceae （包含曾经的娑羽树科 Bersamaceae[2]、红娟木科 Greyiaceae[2]、杜香果科 Ledocarpaceae、蜜花科 Melianthaceae、Rhynchothecaceae、曲胚科 Vivianiaceae）

根据以前克朗奎斯特分类法，牻牛儿苗目分为五科：
- 牻牛儿苗科
- 酢浆草科
- 沼花科
- 旱金莲科
- 凤仙花科